# 浅本美加
浅本 美加（あさもと みか、1988年10月29日 - ）は、日本の元お笑い芸人、元グラビアアイドル、韓国での芸名はYUKA（ユカ、朝: 유카）。
大阪府東大阪市出身。JM star ENTERTAINMENT所属、かつてよしもとクリエイティブ・エージェンシー大阪に所属していた。

## 人物・概要
- 大阪府東大阪市出身。ボクシングアマチュアC級ライセンス、乗馬5級ライセンス[2]を所有している。ダンス、韓国語が堪能。
- 2006年までCALESS（キャレス） VOCAL & DANCE SCHOOL大阪校に在籍したのち、2007年にNSC大阪校女性タレントコース3期生として入学。同年に同期生の安田由紀奈と漫才コンビ「キンチャク」を結成した。
- 2007年10月、ABCラジオ『ABCミュージックパラダイス』の水曜日パーソナリティとして起用。吉本在籍時の愛称「あーみー」のニックネームは、元々同番組の番組上のニックネームとしてリスナーから募集して決まったものであった。
- 2008年にはNSC強化生（特待生）に抜擢された。また同年よりよしもとグラビアエージェンシー（YGA）に2期生として加入。在籍当時のキャッチフレーズは「恋のスパーリングパートナー」。YGAには2009年11月まで在籍しグラビアアイドルとして活躍していた。
- 2010年1月、つぼみのリーダーに就任。
- 2011年4月、MBSテレビ『女の子宣言! アゲぽよTV』アゲぽよガールズ1期生に選出。
- 2012年1月、キンチャクの解散とガールズユニット・つぼみからの卒業を表明。
- 2012年3月、in→dependent theatre 2ndで卒業公演が行われた。
- 2013年3月、『アゲぽよTV』およびアゲぽよガールズを卒業。同月末日をもって、よしもとクリエイティブ・エージェンシー大阪を退社。
- 2013年12月8日に自身のtwitterにてアイドルユニット「peach girl」のメンバーとして韓国でデビューする事を発表。あわせて韓国での芸名を「YUKA」（ユカ）に改名。
- 2015年7月より和歌山市内の飲食店にて、料理の修行をしている事を自身のTwitterにて公表した、アカウント名も愛称であるarmy(アーミー)に戻している。

## 受賞歴
- 2009年1月 - R-1ぐらんぷり2009 2回戦進出
- 2010年1月 - R-1ぐらんぷり2010 3回戦進出[3]
- 2011年1月 - R-1ぐらんぷり2011 3回戦進出[4]
- 2012年2月 - R-1ぐらんぷり2012 3回戦進出

## 出演
過去の出演（一覧は全てよしもと在籍時での出演）

### テレビ
- Thanks!（高槻ケーブルネットワーク、2007年10月 - 2008年3月）
- @あっと!テレわか（テレビ和歌山、 - 2009年3月）リポーター
- Y.J.A <よしもと情報エージェンシー>（K-CATチャンネル）
- かんさいすきま情報社（K-CATチャンネル）
- チカラコブ （K-CATチャンネル）
- 千鳥のぼっけぇTV!（GAORA）
- あらびき団（TBSテレビ）
- むちゃぶり! （TBSテレビ）
- 秋夕特集 コメディ日韓戦（韓国 KBS2、2011年9月12日）
- おはよう朝日です（ABCテレビ）リポーター
- 女の子宣言! アゲぽよTV（毎日放送）アゲぽよガールズ
- MUSIC JAPANリクエスト〜JCOMスペシャル（MJTV）

### ラジオ
- ABCミュージックパラダイス（ABCラジオ、2007年10月3日 - 2008年3月26日・2008年10月1日 - 2009年7月1日）パーソナリティ
- ABCミュージック21（ABCラジオ、2008年4月 - 9月）パーソナリティ
- ザ・プラン9のとびだしNSC!（YES-fm、 - 2008年11月）
- 桜・稲垣早希の楽園Dガールズ（YES-fm、 - 2009年11月）
- TENGA Presents Midnight World Cafe 〜TENGA茶屋〜（FM OSAKA、2012年4月 - 2013年3月）
- ヨシモト*chatterbox!金曜日（YES-fm、2009年11月 - 2012年4月）

### インターネット動画
- もっと！桜 稲垣早希 （ニコニコ動画310ch 桜・稲垣早希とつぼみのニコニコ開花宣言ちゃんねる[5]）

### 舞台
- よる芝居「mrcr,ktkr.　―メリクリ、キタコレ。―」（2009年12月、京橋花月）
- よる芝居「及川クリーンカンパニー」（2009年10月、京橋花月）
- ET-KINGライブ 「歌笑劇 〜焚き火〜」（2011年8月、京橋花月）

### CM
- ジョージア カフェクレム WebCM[6]※YGAとして
- タマホームCM

## CD
- BIN-KAN。VANILLA!（2008年10月29日発売）※YGAとして。
- 君が好きだから/move on（2012年02月14日発売）※アゲぽよガールズとして。「move on」は選抜メンバー。

## DVD
- つぼみの開花宣言!! 〜はじめてのDVDガンバリました!〜 (2011年2月9日 発売)
- ようこそ桜の季節へ（2009年12月23日 発売）
- ガンバレ☆HERO〜景気回復!!〜（2009年11月4日 発売）
- VIRGIN BEAT〜私たちよしもとなんですけど・・・〜（2009年4月22日 発売）

## 写真集
- YGA 2nd photobook『YGA222』（2008年10月29日 発売、ワニブックス）※YGAとして

## その他
- 大麻撲滅キャンペーン隊（2011年10月）
- 京橋花月PRの為に結成された『宇都宮まき＆京花ガールズ』に京花ガールズとして参加[7]（2008年3月）
- 志摩スペイン村カウントダウン2010 よしもと年越し紅白ネタ合戦 キャンペーン隊（2009年10月）